# Synagoge (Osann)
Die Synagoge in Osann wurde 1898 in der Hauptstraße (heutige Bernkasteler Straße) errichtet. Bei den Novemberpogromen 1938 wurde die Synagoge verwüstet. Kurze Zeit später wurde die Synagoge an einen Privatmann verkauft und zu einem noch heute genutzten Schuppen umgebaut.

## Synagoge
Eine Synagoge bestand in Osann bereits vor 1898. Als diese wegen Baufälligkeit nicht mehr genutzt werden konnte, wurde 1898 eine neue, durch Spenden finanzierte Synagoge in der Hauptstraße (heutige Bernkasteler Straße) errichtet. Die Synagoge wurde traufständig etwas von der Straße zurückgesetzt errichtet. Direkt daneben befand sich das noch heute erhaltene Schulgebäude mit der Wohnung des Lehrers. In der nördlichen Seitenwand befanden sich zwei große Rundbogenfenster. Der Eingang lag unter einem Zwerchgiebel in der südlichen Seitenwand. Direkt über dem Portal befand sich ein aufgesetztes Rundbogenfenster und im Zwerchgiebel, auf dessen Spitze der Davidstern stand, ein Rundfenster. Dem Eingangsportal schlossen sich, analog zur nördlichen Seitenwand, zwei große Rundbogenfenster an. Die Synagoge verfügte über eine hölzerne Frauenempore, die über eine Holztreppe vom Vorraum aus erreichbar war. Der Innenbereich der Synagoge war farblich ausgestaltet. Die Ostwand war mit einem Blattmuster bemalt und die Decke mit 4 Füllhornmotiven. Der Boden der Synagoge war mit Ornamentbodenfliesen ausgelegt. Bei den Novemberpogromen 1938 wurde die Synagoge verwüstet und einige Zeit später an einen Privatmann verkauft. Seither wird die Synagoge als Schuppen genutzt. In den 1960er Jahren wurden die Fenster und das Eingangsportal auf der Südseite zugemauert. Ein neuer Eingang wurde in der Mitte der Südwand angelegt, die Frauenempore entfernt und eine Betondecke eingezogen. Erhalten sind heute noch Teile der Torarolle, eine hebräische Bibel sowie drei Bänke. Auf Betreiben der Ortsgemeinde Osann-Monzel wurden sowohl die Synagoge als auch die angrenzende Glaubensschule im Oktober 2022 durch die Generaldirektion Kulturelles Erbe Rheinland-Pfalz unter Denkmalschutz gestellt.

## Jüdische Gemeinde Osann
Erstmals urkundlich erwähnt werden in Osann siedelnde Juden im Jahr 1550. Sie waren als Schutzjuden der Grafen von Manderscheid-Blankenheim diesen gegenüber abgabepflichtig. Mit dem Verlust dieses Status am Ende des 16. Jahrhunderts mussten sie Osann allerdings wieder verlassen. Erst 1664 siedelten sich wieder Juden in Osann unter Graf Ferdinand-Ludwig von Manderscheid an. Zu der jüdischen Gemeinde Osann gehörten auch die in Monzel lebenden jüdischen Einwohner. Die Gemeinde verfügte über eine Mikwe und eine Religionsschule. Zeitweise war ein eigener Religionslehrer angestellt, der auch die Aufgaben des Vorbeters und Schochet innehatte. Die Verstorbenen wurden auf dem jüdischen Friedhof in Osann beigesetzt. Bis Mitte des 19. Jahrhunderts stieg die Zahl der Gemeindemitglieder an. Ab der Mitte des 19. Jahrhunderts kam es dann vermehrt zu Abwanderungen und die Zahl der der jüdischen Gemeindemitglieder ging zurück. Ab 1933, nach der Machtergreifung Adolf Hitlers, wurden die jüdischen Einwohner immer mehr entrechtet. Zudem kam es immer wieder zu antijüdischen Aktionen, die in den Novemberpogromen 1938 ihren Höhepunkt fanden. Dies hatte zur Folge, dass viele jüdische Familien die Gemeinde verließen. 1935 erließ der Gemeinderat auf Betreiben der NSDAP-Ortsgruppe Osann einen Beschluss, der es den im Ort lebenden Mitgliedern der jüdischen Gemeinde untersagte Grundstücken und Wohneigentum zu erwerben und der den weiteren Zuzug von Juden verbot. Zudem wurde alle Gewerbetreibende und Einwohner vom Bezug öffentlicher Leistungen ausgeschlossen, wenn sie mit den im Ort lebenden jüdischen Gemeindemitgliedern Handel trieben oder mit diesen verkehrten. Ende 1939 lebten in Osann keine Mitglieder der jüdischen Glaubensgemeinschaft mehr. Im Jahr 2010 wurde eine, von einem Privatmann gestiftete, Gedenkstele gegenüber der Grundschule Osann aufgestellt. Die Inschrift lautet:
Zum Andenken an

die vertriebenen, deportierten

und ermordeten

Juden aus Osann.

Mit dem Recht

nach der Wahrheit

zu suchen

ist auch die

Pflicht verbunden,

nicht einen Teil des

als wahr erkannten

zu verschweigen

(Einstein)

### Entwicklung der jüdischen Einwohnerzahl
| Jahr | Juden | Jüdische Familien | Bemerkung                  |
| ---- | ----- | ----------------- | -------------------------- |
| 1768 |       | 4                 |                            |
| 1806 | 66    |                   |                            |
| 1808 | 57    |                   |                            |
| 1833 | 77    |                   |                            |
| 1843 | 104   |                   | 15 % der Gesamtbevölkerung |
| 1895 | 73    |                   |                            |
| 1927 | 24    |                   |                            |
| 1933 | 22    |                   |                            |
| 1938 | 14    |                   |                            |

Quelle: alemannia-judaica.de; jüdische-gemeinden.de
Das Gedenkbuch – Opfer der Verfolgung der Juden unter der nationalsozialistischen Gewaltherrschaft 1933–1945 und die Zentrale Datenbank der Namen der Holocaustopfer von Yad Vashem führen 38 Mitglieder der jüdischen Gemeinschaft Osann (mit Monzel)  (die dort geboren wurden oder zeitweise lebten) auf, die während der Zeit des Nationalsozialismus ermordet wurden.